# Witalij Priszczepczik
Witalij Wiktorowicz Priszczepczik (ros. Виталий Викторович Прищепчик, ur. w marcu 1927 w Skrobowce w okręgu mińskim, zm. 29 kwietnia 1983 k. Mohylewa) – polityk Białoruskiej SRR.

## Życiorys
1943-1944 brał udział w ruchu partyzanckim, później studiował w Białoruskiej Akademii Rolniczej, od 1951 sekretarz Komitetu Obwodowego Komsomołu w Mohylewie. Od 1951 członek WKP(b), do 1955 II sekretarz Komitetu Obwodowego Komsomołu w Mohylewie, 1955-1957 dyrektor stanicy maszynowo-traktorowej w obwodzie mohylewskim, od 1957 sekretarz, a w 1958 II sekretarz Komitetu Rejonowego KPB w Mścisławiu, 1958-1959 I sekretarz Komitetu Rejonowego KPB w Czerykowie. Od 1959 do stycznia 1963 sekretarz Komitetu Obwodowego KPB w Mohylewie, od 14 stycznia 1963 do 10 grudnia 1964 II sekretarz Mohylewskiego Wiejskiego Komitetu Obwodowego KPB, od grudnia 1964 do 1966 ponownie sekretarz Mohylewskiego Komitetu Obwodowego KPB, później do lutego 1974 II sekretarz tego komitetu. Od lutego do 7 sierpnia 1974 przewodniczący Komitetu Wykonawczego Mohylewskiej Rady Obwodowej, od 7 sierpnia 1974 do śmierci I sekretarz Komitetu Obwodowego KPB w Mohylewie. Deputowany do Rady Najwyższej ZSRR 10 kadencji. Odznaczony czterema Orderami Czerwonego Sztandaru Pracy.
Zginął w wypadku samochodowym.